# Всеславин, Александр Александрович
Александр Александрович Всеславин (12 мая 1864 / 1859 — 1 октября 1916, Петроград) — русский архитектор.
Окончил Академию Художеств в 1887 году. Работал техником Городской управы.

## Здания по проектам архитектора
- Улица Лизы Чайкиной, д.№ 23 — доходный дом[4][5]. 1899, 1903 ?
- Камская улица, д.№ 24 — Часовня Ксении Блаженной на Смоленском кладбище. 1901—1902.
- 1-я Никитинская улица, д.№ 1а (на углу 1-й Никитинской и Мигуновской улиц) — церковь Димитрия Солунского в Коломягах. Построена в 1906 году. Проект храма был пожертвован архитектором при сборе средств на строительство, кроме того А. А. Всеславин бесплатно полностью курировал возведение церкви[6].
- Церковь Казанской иконы Божией Матери в Тосно[1]